# Nikolaï Malko
Pour les articles homonymes, voir Malko.
Nikolaï Andreïevitch Malko (en russe : Николай Андреевич Малко ; ISO 9 : Nikolaj Andreevič Malko) est un chef d'orchestre russe né le 4 mai 1883 à Braïlov (gouvernement de Podolie, Empire russe) et mort le 23 juin 1961 à Sydney (Australie).  
Il a dirigé la création de la première (1926) et de la deuxième (1927) symphonie de Chostakovitch à la tête de l'Orchestre philharmonique de Leningrad (auj. Orchestre philharmonique de Saint-Pétersbourg), ainsi que la cinquième symphonie de Miaskovski.
En fin de carrière, il succède à Eugène Goossens à la tête de l'Orchestre symphonique de Sydney qu'il dirige jusqu'à sa mort en 1961.